# Carlena Gower
Carlena Gower (* 21. April 1967 in Fresno, Kalifornien) ist eine US-amerikanische Schauspielerin. Sie war vor allem in den 1970er Jahren als Kinderdarstellerin zu sehen.

## Leben
Carlena Gower trat ab 1974, mit sieben Jahren, in TV-Filmen und Einzelfolgen von TV-Serien auf. Ihre bekannteste Rolle ist die der kleinen Angela an der Seite von Paul Newman im Katastrophenfilm Flammendes Inferno. In der Serie Die Sieben-Millionen-Dollar-Frau verkörperte sie in einer Rückblende die Heldin Jamie als junges Mädchen; in Unsere kleine Farm spielte sie in einer Folge Amelia Ingalls. 
Nach mehrjähriger Pause hatte sie 1982 eine kleine Rolle in der Serie One Day at a Time. Erst 25 Jahre später trat sie 2015 erneut in einem Film auf.
Sie ist die ältere Schwester von Andre Gower, der ebenfalls Schauspieler ist. 2018 arbeiteten sie gemeinsam an der Dokumentation Wolfman's Got Nards über die Horrorkomödie The Monster Squad von 1987.

## Filmografie
- 1974: The Chadwick Family (TV-Film)
- 1974: The Underground Man (TV-Film)
- 1974: Flammendes Inferno
- 1975: Police Story (TV-Serie, eine Folge)
- 1976: Unsere kleine Farm (TV-Serie, eine Folge)
- 1976: Die Sieben-Millionen-Dollar-Frau (TV-Serie, eine Folge)
- 1977: Delta County, U.S.A. (TV-Film)
- 1982: One Day at a Time (TV-Serie, eine Folge)
- 1982: Mrs. O’Leary’s Kid (TV-Film)
- 2015: Murder in Mexico: The Bruce Beresford-Redman Story (TV-Film)